# حلقه (ریاضیات)

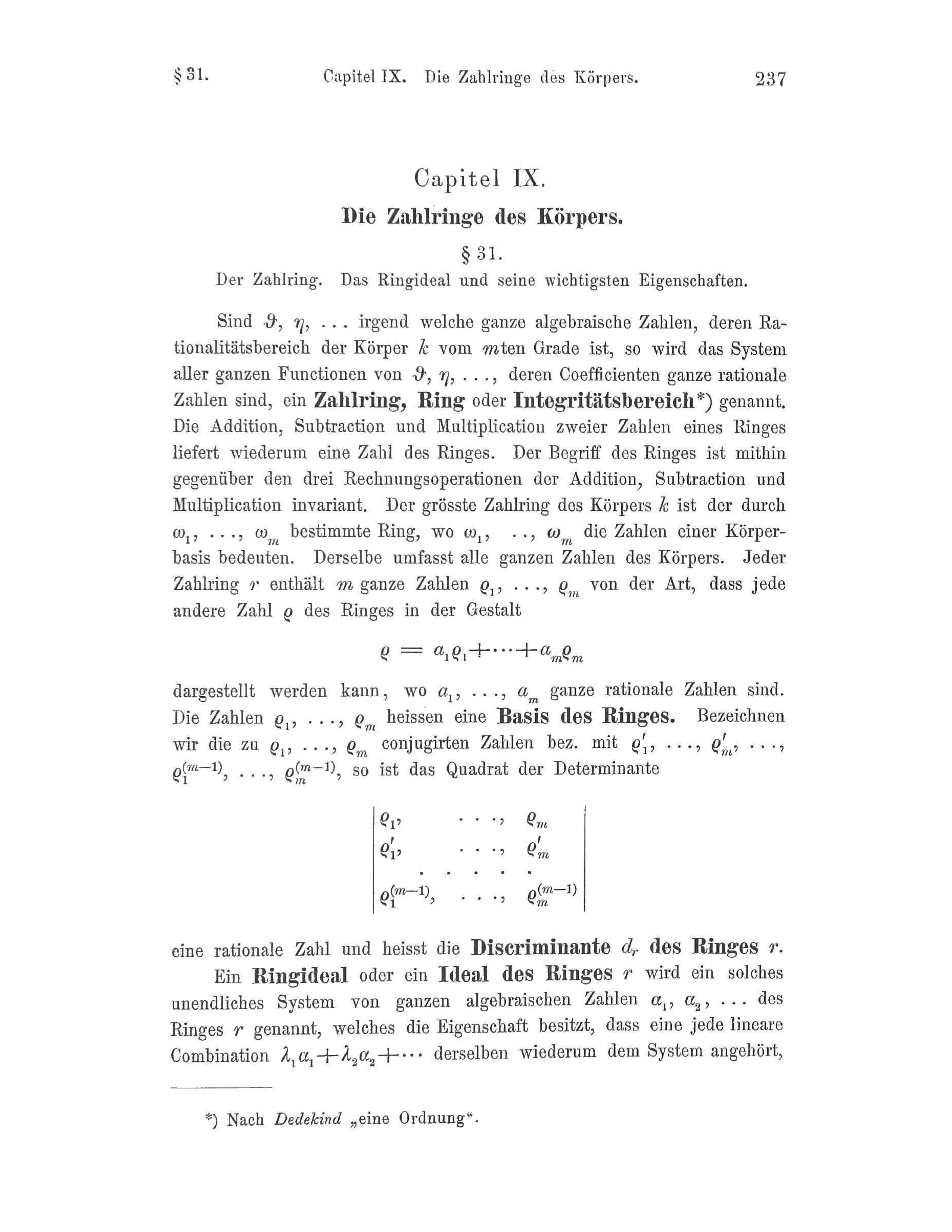
فصل IX از کتاب دیوید هیلبرت به نام: Die Theorie der algebraischen Zahlkörper. عنوان این فصل Die Zahlringe des Körpers است. معنای تحت‌اللفظی آن می‌شود: "حلقه‌های عددیِ میدان". کلمه "حلقه" در این‌جا ادغامی از "Zahlring" است.

یک حلقه (به انگلیسی: ring) در ریاضیات، ساختاری جبری است که میدان را تعمیم می‌دهد: نیازی نیست که ضرب جابجایی‌پذیر باشد، و نیازی نیست تا وارون ضربی وجود داشته باشد. به زبان دیگر، یک حلقه یک مجموعه مجهز به دو عمل دوتایی است که ویژگی‌هایی شبیه جمع و ضرب اعداد صحیح را برآورده می‌کند. عناصر حلقه می‌تواند اعدادی مثل عدد صحیح یا عدد مختلط باشد، اما این عناصر می‌تواند اشیای غیر عددی مثل چندجمله‌ای، ماتریس مربعی، تابع و سری توانی هم باشد.
از نظر صوری، یک حلقه گروهی آبلی است که عملیات آن جمع نامیده شده، به همراه عملگر دوتایی ثانویه که ضرب نام‌دارد و خاصیت شرکت‌پذیری داشته و روی عملگر جمع توزیع‌پذیر است و دارای عنصر همانی ضربی است (این خاصیت اخیر نزد برخی از مؤلفین الزامی نیست، § یادداشت‌های مربوط به تعاریف را ببینید). پیرو تعمیم اعداد صحیح، به عملیات گروهی آبلی حلقه‌ها، جمع و به عملگر ثانویه آن ضرب گویند.
این که آیا یک حلقه جابجایی است یا خیر (یعنی این که آیا ترتیب ضرب دو عنصر حلقه بر نتیجه ضربشان اثرگذار است یا نه؟)، اثرات ژرفی بر روی رفتار یک شیء جبری دارد. در نتیجه، نظریه حلقه‌های جابجایی را اغلب جبر جابجایی گویند، که مبحث کلیدی در نظریه حلقه هاست. توسعه جبرجابجایی به میزان چشمگیری از مسائل و ایده‌هایی که به‌طور طبیعی در نظریه جبری اعداد و هندسه جبری وجود دارند وام گرفته‌است. مثال‌هایی از حلقه‌های جابجایی شامل این موارد می‌شود: اعداد صحیح مجهز به عملیات جمع و ضرب، مجموعه چند جمله ای‌ها به همراه جمع و ضرب بینشان، حلقه مختصاتی یک واریته جبری آفینی و حلقه اعداد یک میدان عددی. مثال‌هایی از حلقه‌های ناجابجایی شامل حلقه ماتریس‌های حقیقی مربعی {\displaystyle n\times n} که در آن {\displaystyle n\geq 2}، حلقه گروه‌ها در نظریه نمایش، جبر عملگرها در آنالیز تابعی، حلقه عملگرهای دیفرانسیلی در نظریه عملگرهای دیفرانسیل و حلقه کوهمولوژی یک فضای توپولوژیکی در توپولوژی.
مفهوم سازی برای حلقه‌ها در دهه ۱۸۷۰ شروع شد و در دههٔ ۱۹۲۰ تکمیل شد. افرادی که نقش کلیدی در این فرایند داشتند شامل ددکیند، هیلبرت، فرانکل و نوتر بودند حلقه‌ها را اولین بار به عنوان تعمیم‌هایی از دامنه‌های ددکیند، که در نظریه اعداد، حلقه‌های چند جمله ای و پایاهایی که در هندسه جبری و نظریه پایا ظاهر می‌شوند، به صورت صوری و رسمی درآوردند. سپس، مشخص شد که مفهوم حلقه‌ها در دیگر شاخه‌های ریاضیاتی چون هندسه و آنالیز ریاضی نیز مفیدند.

## تعریف و مثال
آشناترین مثال یک حلقه، مجموعه اعداد صحیح، {\displaystyle \mathbb {Z} } شامل اعداد زیر است:
{\displaystyle ...,-5,-4,-3,-2,-1,0,1,2,3,4,5,...}
خواص آشنای جمع و ضرب اعداد صحیح، مدلی برای اصول موضوعه حلقه هاست.

### تعریف
حلقه، مجموعه ای چون {\displaystyle R} است که به عمل‌های دوتایی + و . مجهز شده به گونه ای که در اصول موضوعه زیر به نام اصول موضوعه حلقه‌ها صدق کند:
1. {\displaystyle R} تحت جمع یک گروه آبلیست، یعنی:
  - برای تمام {\displaystyle a,b,c} در {\displaystyle R} داریم {\displaystyle (a+b)+c=a+(b+c)\,} (یعنی + شرکت‌پذیر است).
  - برای تمام {\displaystyle a,b} در {\displaystyle R} داریم {\displaystyle a+b=b+a\,} (یعنی + جابجاییست).
  - عنصری چون {\displaystyle 0} در {\displaystyle R} وجود دارد چنان‌که برای تمام {\displaystyle a} در {\displaystyle R} داشته باشیم {\displaystyle a+0=a\,} (یعنی {\displaystyle R} یک عنصر همانی جمعیست).
  - برای هر {\displaystyle a} در {\displaystyle R} وجود دارد {\displaystyle -a} در {\displaystyle R} چنان‌که {\displaystyle a+(-a)=0\,} (یعنی، {\displaystyle -a} یک معکوس جمعی برای {\displaystyle a} است).
2. {\displaystyle R} تحت ضرب یک مونوئید است، یعنی:
  - برای تمام {\displaystyle a,b,c} در {\displaystyle R} داریم {\displaystyle (a.b).c=a.(b.c)} (یعنی. شرکت‌پذیر است).
  - عنصری چون {\displaystyle 1} در {\displaystyle R} وجود دارد به گونه ای که برای تمام {\displaystyle a} در {\displaystyle R} داریم {\displaystyle a.1=a} و {\displaystyle 1.a=a} (یعنی {\displaystyle 1} همانی ضربی است).[۵]
3. ضرب بر روی جمع توزیع پذیر است، یعنی:
  - برای تمام {\displaystyle a,b,c} در {\displaystyle R} داریم {\displaystyle a.(b+c)=(a.b)+(a.c)\,} (توزیع پذیری از چپ).
  - برای تمام {\displaystyle a,b,c} در {\displaystyle R} داریم {\displaystyle (b+c).a=(b.a)+(c.a)\,} (توزیع پذیری از راست).

### یادداشتی در مورد تعریف
همان‌طور که در بخش تاریخچه در قسمت پایین توضیح داده شده، بسیاری از مؤلفان از قرارداد دیگری استفاده می‌کنند که در آن برای یک حلقه وجود عنصر همانی ضربی الزامی نیست. در این مقاله از این قرارداد استفاده شده که وجود عنصر همانی ضربی الزامی است، مگر خلاف آن ذکر شود. مؤلفانی که از قرارداد اخیر (وجود عنصر همانی ضربی) پیروی می‌کنند، به حلقه‌هایی که در آن‌ها عنصر همانی تعریف نشده rng (به صورت rung یا رانگ تلفظ می‌شود) گویند و برخی مواقع به آن حلقه کاذب (pseudo-ring) هم گفته می‌شود. به عنوان مثال، مجموعه اعداد زوج تحت جمع و ضرب معمولی یک rng (رانگ) است اما حلقه نیست.
عملیات + و. را به ترتیب جمع و ضرب گویند. معمولاً نماد ضرب یعنی. حذف می‌شود، لذا کنار هم قرار گرفتن عناصر به صورت ضرب تعبیر می‌شود. به عنوان مثال {\displaystyle xy} معنی {\displaystyle x.y} می‌دهد.
گرچه جمع در حلقه جابجاییست، ضرب حلقه لزوماً جابجایی نیست: {\displaystyle ab} لزوماً برابر با  {\displaystyle ba} نیست. حلقه‌هایی که شرط جابجایی ضربی را ارضاء می‌کنند (مثل حلقه اعداد صحیح) را حلقه جابجایی گویند. کتاب‌های جبر جابجایی یا هندسه جبری اغلب برای ساده‌سازی اینگونه قرارداد می‌کنند که حلقه به معنای حلقه جابجایی است.
در یک حلقه، نیاز نیست که عناصر دارای معکوس ضربی باشند. یک حلقه جابجایی (نابدیهی) که در آن هر عنصر ناصفر معکوس ضربی داشته باشد را میدان گویند.
گروه جمعی یک حلقه صرفاً مجهز به جمع است. گرچه که تعریف حلقه فرض را بر این می‌گیرد که گروه جمعی آبلی است، اما این مسئله (آبلی بودن گروه جمعی) را می‌توان از دیگر اصول موضوعه‌های حلقه استنباط کرد (یعنی یک اصول موضوعهٔ مستقل نیست). اثبات نکته اخیر از طریق فرض وجود عنصر "{\displaystyle 1}" است، پس اثبات آن در rng قابل استفاده نیست (در مورد رانگ‌ها، حذف فرض جابجایی بودن جمع، باعث می‌شود که جابجایی بودن ضرب عناصر، یعنی {\displaystyle ab+cd=cd+ab} را بتوان از بقیه اصول موضعه استنباط کرد).
برخی از مؤلفین حلقه را بدون فرض شرکت پذیری ضربی تعریف می‌کنند. این تعریف کلی یک حلقه (که لزوماً شرکت پذیر نباشد، و لزوماً یک دار نباشد) هنگامی مفید است که بخواهیم هر جبر را یک حلقه در نظر بگیریم.

### خواص پایه ای
برخی از خواص پایه ای یک حلقه فوراً از اصول موضعه بدست می‌آیند:
- همانی جمعی، معکوس‌های ضربی هر عنصر و همانی ضربی، همگی منحصر به فردند.
- برای هر عنصری چون {\displaystyle x} در یک حلقه چون {\displaystyle R}، داریم {\displaystyle x0=0=0x} (صفر نسبت به ضرب یک عنصر جاذب (جذب کننده) است) و {\displaystyle (-1)x=-x}.
- اگر در یک حلقه {\displaystyle R} داشته باشیم {\displaystyle 0=1}، (یا به‌طور کلی تر اگر {\displaystyle 0} یک عنصر معکوس پذیر ضربی باشد)، آنگاه {\displaystyle R} تنها یک عنصر خواهد داشت، به چنین حلقه ای، حلقه صفر گویند.
- فرمول دو جمله ای برای تمام زوج عناصر جابجا شونده (یعنی، هر {\displaystyle x} و {\displaystyle y} که در رابطه {\displaystyle xy=yx} صدق کنند) برقرار است.

### مثال: اعداد صحیح به هنگ ۴
همچنین رجوع کنید به: حساب پیمانه ای
مجموعه {\displaystyle \mathbb {Z} _{4}=\left\{{\overline {0}},{\overline {1}},{\overline {2}},{\overline {3}}\right\}} به عملیات زیر مجهز شده‌است:
- جمع {\displaystyle {\overline {x}}+{\overline {y}}} در {\displaystyle \mathbb {Z} _{4}} برابر باقیمانده تقسیم {\displaystyle x+y} بر ۴ است (چون همیشه {\displaystyle x+y} از ۸ کوچکتر است، باقیمانده تقسیم آن بر ۴ یا برابر {\displaystyle x+y} است یا {\displaystyle x+y-4}). به عنوان مثال، {\displaystyle {\overline {2}}+{\overline {3}}={\overline {1}}} و {\displaystyle {\overline {3}}+{\overline {3}}={\overline {2}}}.
- ضرب {\displaystyle {\overline {x}}\cdot {\overline {y}}} در {\displaystyle \mathbb {Z} _{4}} برابر با باقیمانده تقسیم {\displaystyle xy} بر {\displaystyle 4} است. برای مثال، {\displaystyle {\overline {2}}\cdot {\overline {3}}={\overline {2}}} و {\displaystyle {\overline {3}}\cdot {\overline {3}}={\overline {1}}}.

آنگاه، {\displaystyle \mathbb {Z} _{4}} یک حلقه است: هر اصل موضوع از اصل موضوع متناظرش در {\displaystyle \mathbb {Z} } بدست آمده و این عنصر را اغلب به صورت "x mod 4" یا {\displaystyle {\overline {x}}} نمایش می‌دهند که با نمادهای {\displaystyle 0,1,2,3,4} سازگاری دارند. معکوس جمعی هر عنصر مثل {\displaystyle {\overline {x}}} در {\displaystyle \mathbb {Z} _{4}} به صورت {\displaystyle -{\overline {x}}} است. به عنوان مثال، {\displaystyle -{\overline {3}}={\overline {-3}}={\overline {1}}}.

## ارجاعات
1. ↑  این بدان معناست که هر عملیات برای هر جفت عناصر در حلقه {\displaystyle R} نتیجه منحصر به فردی را در {\displaystyle R} تولید می‌کند.
2. ↑  Nicolas Bourbaki (1970). "§I.8". Algebra. Springer-Verlag.
3. ↑  Saunders MacLane; Garrett Birkhoff (1967). Algebra. AMS Chelsea. p. 85.
4. ↑  Serge Lang (2002). Algebra (Third ed.). Springer-Verlag. p. 83.
5. ↑  وجود 1 توسط برخی از مؤلفان مفروض واقع نشده؛ اینجا عبارت rng برای حلقه‌های بدون همانی ضربی استفاده شده.  لطفاً بخش یادداشت‌های مقاله حلقه (ریاضیات) را ببینید.
6. ↑  I. M. Isaacs, Algebra: A Graduate Course, AMS, 1994, p. 160.
7. ↑  "Non-associative rings and algebras". Encyclopedia of Mathematics.